# Nissången
Nissången är en sjö i Malung-Sälens kommun i Dalarna och ingår i Dalälvens huvudavrinningsområde. Sjön är 10 meter djup, har en yta på 0,798 kvadratkilometer och befinner sig 404,1 meter över havet. Sjön avvattnas av vattendraget Sångan (Tvärån). Vid provfiske har abborre, gädda, mört och siklöja fångats i sjön.

## Delavrinningsområde
Nissången ingår i det delavrinningsområde (673068-137287) som SMHI kallar för Utloppet av Nissången. Medelhöjden är 445 meter över havet och ytan är 9,83 kvadratkilometer. Räknas de 7 avrinningsområdena uppströms in blir den ackumulerade arean 46,33 kvadratkilometer. Sångan (Tvärån) som avvattnar avrinningsområdet har biflödesordning 4, vilket innebär att vattnet flödar genom totalt 4 vattendrag innan det når havet efter 405 kilometer. Avrinningsområdet består mestadels av skog (57 procent) och sankmarker (26 procent). Avrinningsområdet har 1,04 kvadratkilometer vattenytor vilket ger det en sjöprocent på 10,6 procent.